# Pandea cybeles
Pandea cybeles är en nässeldjursart som beskrevs av Alvarino 1988. Pandea cybeles ingår i släktet Pandea och familjen Pandeidae. Inga underarter finns listade i Catalogue of Life.